# Pseudocheirodon
Pseudocheirodon és un gènere de peixos de la família dels caràcids i de l'ordre dels caraciformes.

## Taxonomia
- Pseudocheirodon arnoldi (Boulenger, 1909)[2]
- Pseudocheirodon terrabae (Bussing, 1967)[3][4][5][6][7][8][9][10]